# Titularbistum Sasima
Sasima ist ein Titularbistum der  römisch-katholischen Kirche.
Der antike Bischofssitz lag in der gleichnamigen Stadt in Kappadokien, der bekannteste Bischof war Gregor von Nazianz.  Das Bistum Sasima war ein Suffraganbistum des  Erzbistums Tyana.
| Titularbischöfe von Sasima |                        |                                                           |                   |                  |
| Nr.                        | Name                   | Amt                                                       | von               | bis              |
| 1                          | Carlo Mola CO          | emeritierter Bischof von Foggia (Italien)                 | 29. April 1909    | 8. Januar 1914   |
| 2                          | Luigi Zaffarami        | Apostolischer Administrator von Todi (Königreich Italien) | 22. Januar 1915   | 9. Dezember 1915 |
| 3                          | Emilio Bongiorni       | Weihbischof in Brescia (Italien)                          | 31. Januar 1916   | 20. März 1937    |
| 4                          | Adolf John Paschang MM | Apostolischer Vikar von Jiangmen (Republik China)         | 17. Juni 1937     | 11. April 1946   |
| 5                          | Wendelin Joseph Nold   | Koadjutorbischof von Galveston (Texas, USA)               | 29. November 1947 | 1. April 1950    |
| 6                          | Wilhelm Cleven         | Weihbischof in Köln (Deutschland)                         | 18. November 1950 | 14. August 1983  |
| 7                          | Louis Pelâtre AA       | Apostolischer Vikar von Istanbul (Türkei)                 | 9. Juli 1992      |                  |